# Aubenas
Aubenas är en kommun i departementet Ardèche i regionen Auvergne-Rhône-Alpes i sydöstra Frankrike. Kommunen ligger  i kantonen Aubenas som ligger i arrondissementet Largentière. År 2022 hade Aubenas 12 488 invånare.

## Befolkningsutveckling
Antalet invånare i kommunen Aubenas
Referens: INSEE

## Galleri

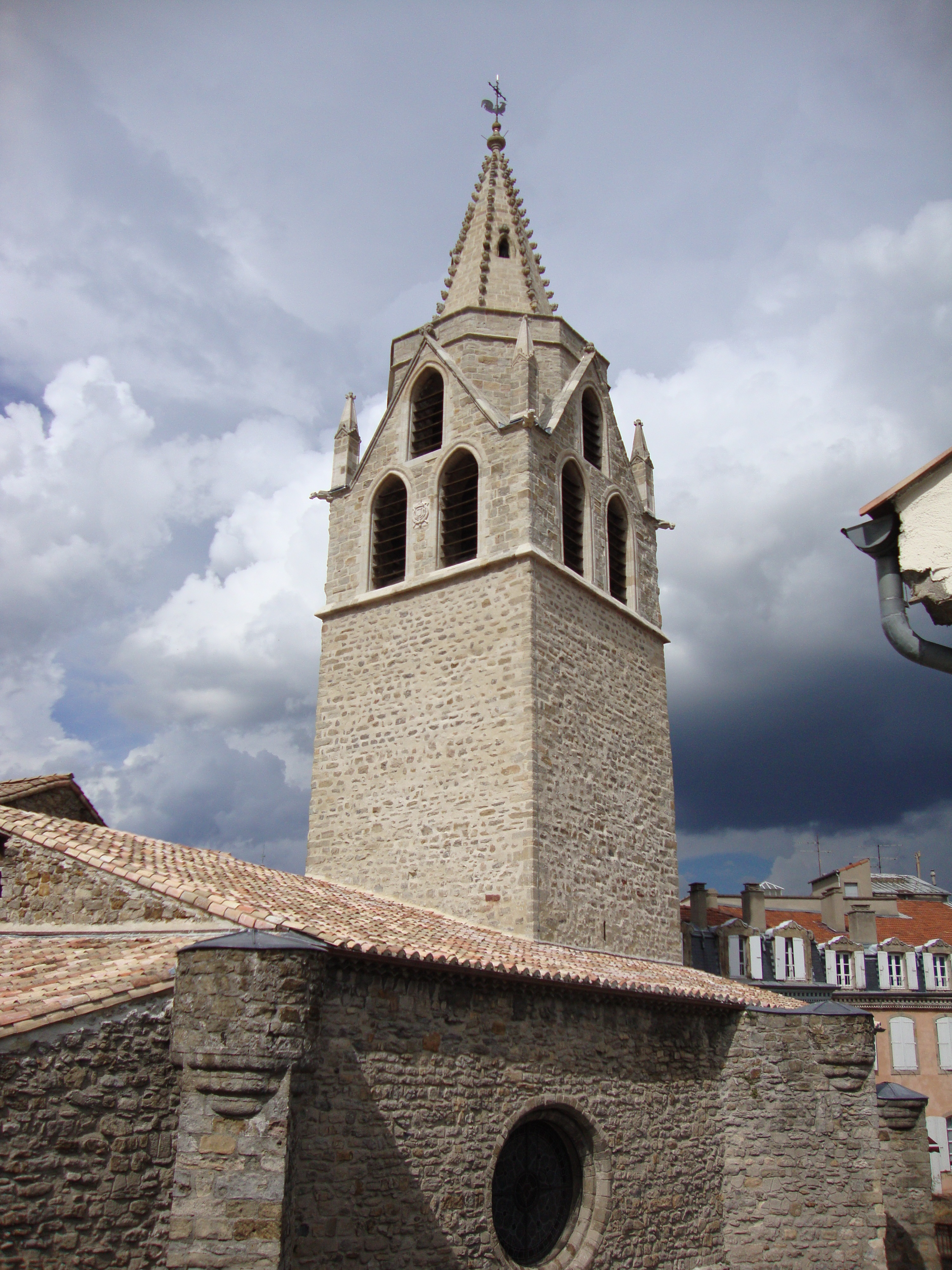
Kyrkan St. Laurent
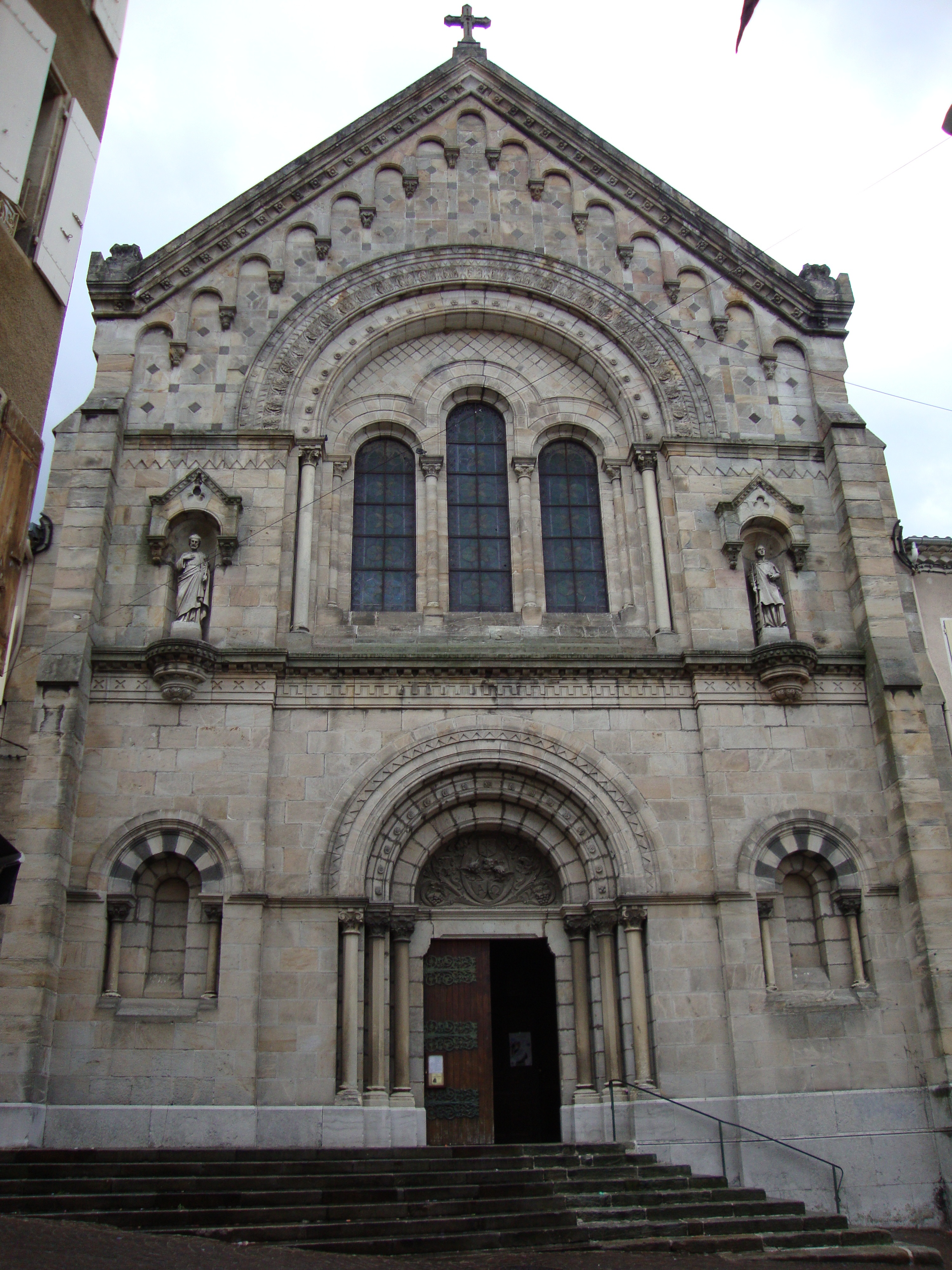
Kyrkan St. Laurent
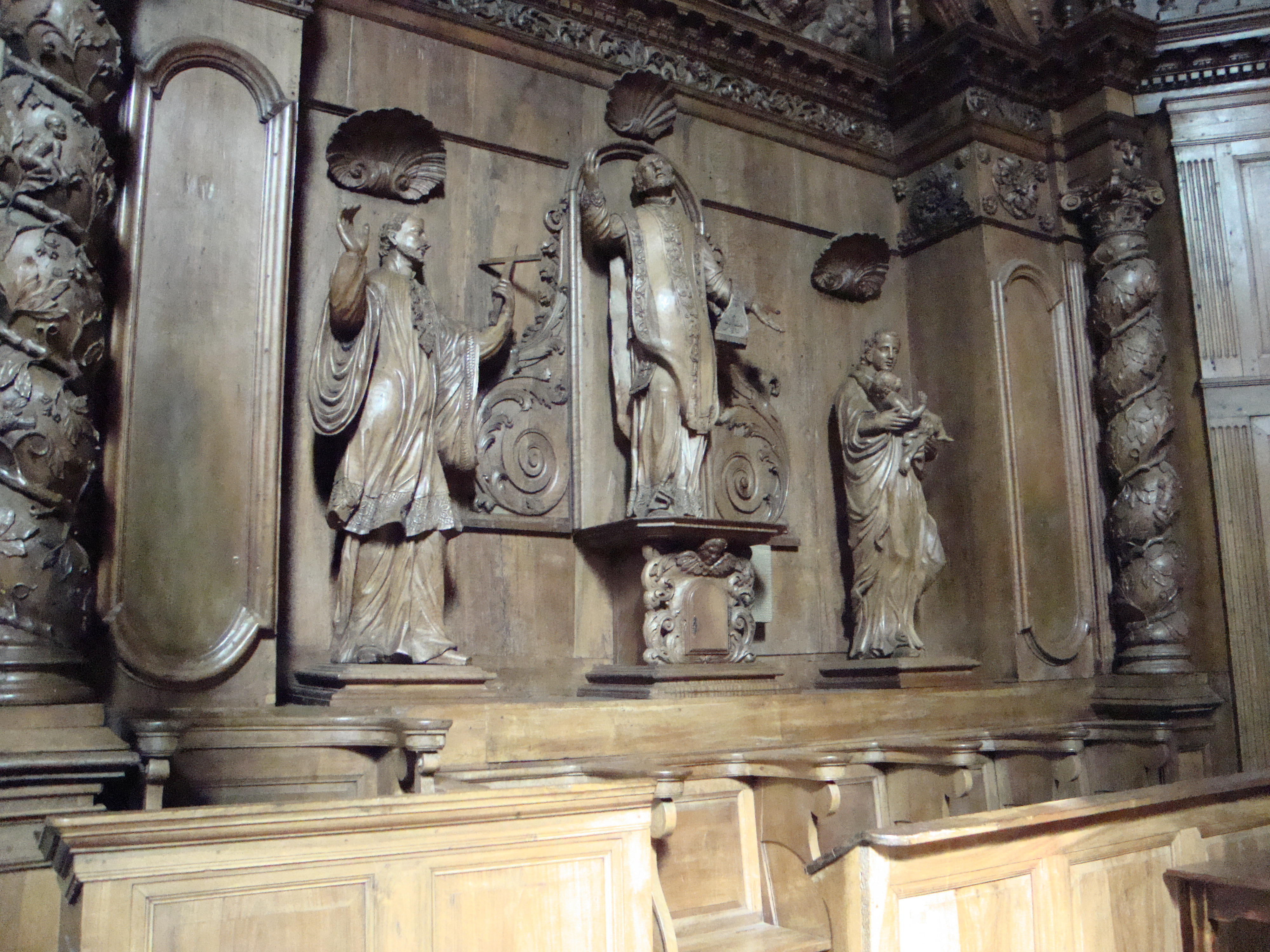
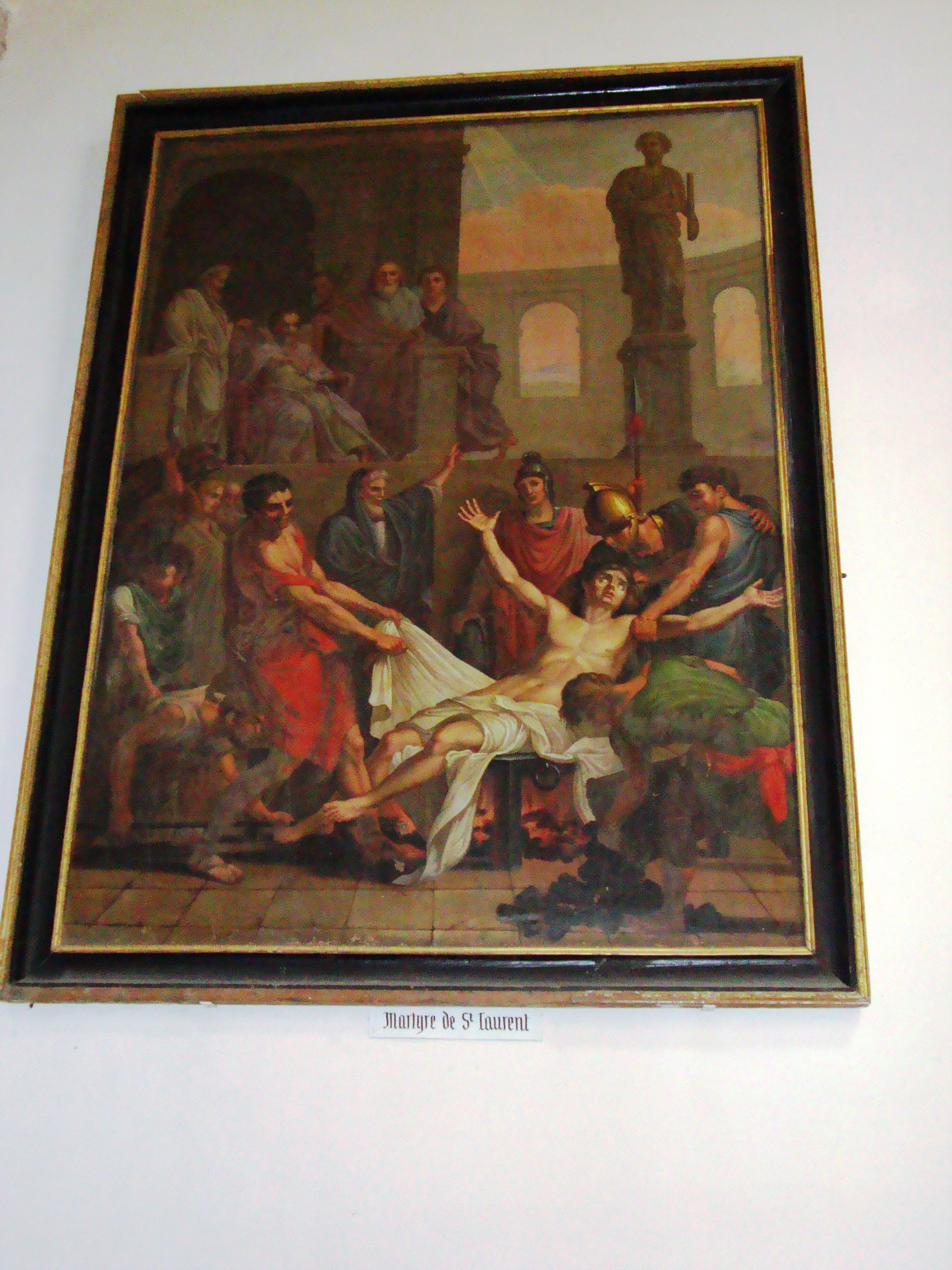